# Victor-Omésime-Quirin Laurans
Pour les articles homonymes, voir Laurans.
Victor-Onésime-Quirin Laurans, né à Mende le 6 septembre 1842 et mort à Cahors le 15 juillet 1911, était un ecclésiastique français. Il fut ainsi évêque de Cahors de 1906 jusqu'à sa mort en 1911.

## Biographie
Victor Laurans est né à Mende en 1842. À l'époque où il est au séminaire, le diocèse mendois pourvoit beaucoup de prélats tant à la France qu'au monde, par le biais des missionnaires. Cette profusion dans les vocations fit dire à l'évêque Julien Costes qu'il aurait assez de séminaristes lozériens pour fournir des prêtres à deux diocèses.
Il fut successivement secrétaire de Monseigneur Costes, vicaire général de Monseigneur Baptifolier, professeur au grand séminaire de Mende et architecte diocésain. Il fut entre autres l'architecte du grand séminaire de Mende.
Il est nommé en 1906 à la tête de l'évêché cadurcien en remplacement d'Émile-Christophe Énard. Son sacre eut lieu le 12 août 1906 à Mende, dans son diocèse d'origine. Il meurt cinq ans plus tard.